# Oedalea lanceolata
Oedalea lanceolata is een vliegensoort uit de familie van de Hybotidae. De wetenschappelijke naam van de soort is voor het eerst geldig gepubliceerd in 1928 door Melander.